# X-Men: Dark Phoenix
X-Men: Dark Phoenix er en amerikansk superheltefilm fra 2019 instrueret af Simon Kinberg.

## Medvirkende
- Sophie Turner som Jean Grey / Phoenix
- Jennifer Lawrence som Raven / Mystique
- Nicholas Hoult som Hank McCoy / Beast
- James McAvoy som Professor Charles Xavier
- Jessica Chastain som Alien
- Michael Fassbender som Erik Lehnsherr / Magneto
- Evan Peters som Peter Maximoff / Quicksilver
- Tye Sheridan som Scott Summers / Cyclops
- Alexandra Shipp som Ororo Munroe / Storm
- Kodi Smit-McPhee som Kurt Wagner / Nightcrawler